# Équipe du Tchad de rugby à XV
L'équipe du Tchad de rugby à XV rassemble les meilleurs joueurs de rugby à XV du Tchad et dispute annuellement le tournoi de la CAR Castel Beer Trophy.